# Brian Adam

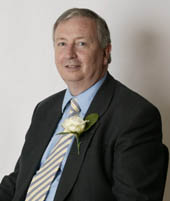
Brian Adam (2007)

Brian Adam (* 10. Juni 1948 in Keith; † 25. April 2013 in Aberdeen) war ein schottischer Politiker, Biochemiker und Mitglied der Scottish National Party (SNP).

## Leben
Adam wurde in Newmill, einem Weiler rund einen Kilometer nördlich von Keith, geboren. Er besuchte die Keith Grammar School und erwarb anschließend einen Bachelorabschluss in Biochemie sowie einen Masterabschluss in Pharmakologie von der Universität Aberdeen. Nachdem er drei Jahre in der Qualitätskontrolle des Pharmaunternehmens Glaxo in Montrose tätig gewesen war, arbeitete Adam bis zu seiner Wahl ins schottische Parlament an zwei Krankenhäusern, zunächst im Aberdeen City Hospital und anschließend an der Aberdeen Royal Infirmary. Adam war verheiratet und Vater von fünf Kindern. Er lebte in Aberdeen, war aktives Mitglied der mormonischen Kirchengemeinde und Anhänger des Fußballvereins FC Aberdeen. In der Nacht auf den 25. April 2013 erlag Adam den Folgen einer langjährigen Krebserkrankung. In der Folge wurde Adams politisches Lebenswerk parteiübergreifend gewürdigt. Brian Adam wurde in Aberdeen beigesetzt.

## Politischer Werdegang
1988 wurde Adam für Middlefield in den Distriktrat von Aberdeen gewählt und 1992 bestätigt. 1995 zog er dann für Middlefield and Heathryfold in den Aberdeener Stadtrat ein. Erstmals trat er bei den Unterhauswahlen 1997 zu Wahlen auf nationaler Ebene an. In seinem Wahlkreis Aberdeen North erhielt Adam mit 21,8 % jedoch nur den zweitgrößten Stimmenanteil hinter dem Labour-Kandidaten Malcolm Savidge (47,9 %) und verpasste damit den Einzug in das Britische Unterhaus deutlich.
Bei den ersten Wahlen zum neugegründeten schottischen Parlament im Jahre 1999 kandidierte Adam als Direktkandidat der SNP im Wahlkreis Aberdeen North, welcher deckungsgleich mit dem gleichnamigen Wahlkreis für das britische Unterhaus war, in dem er zwei Jahre zuvor erfolglos angetreten war. Er unterlag der Labour-Politikerin Elaine Thomson und verpasste damit das Direktmandat. Im Vergleich zu den vorangegangenen Unterhauswahlen gelang es Adam jedoch den Stimmenvorsprung der Labour Party in diesem Wahlkreis von rund 10.000 auf 398 zu senken. Da Adam neben seiner Direktkandidatur in Aberdeen North auch als Listenkandidat auf dem dritten Rang der Regionalwahlliste der SNP für die Wahlregion North East Scotland gesetzt war, zog er infolge des Wahlergebnisses als einer von sieben Vertretern der Wahlregion in das schottische Parlament ein. Bei den folgenden Wahlen zur zweiten Legislaturperiode errang Adam schließlich das Direktmandat für Aberdeen North mit einem Vorsprung von 457 Stimmen auf Thomson und verteidigte es bei den Wahlen im Jahre 2007. Im Zuge der Wahlkreisreform 2011 wurde der Wahlkreis Aberdeen North aufgelöst. Zu den Parlamentswahlen 2011 bewarb sich Adam daher um das Direktmandat des neugeschaffenen Wahlkreises Aberdeen Donside, in dem weite Teile seines ehemaligen Wahlkreises aufgegangen waren. Er errang das Mandat mit einem Stimmenanteil von 55,4 % und damit deutlichem Vorsprung vor dem Labour-Kandidaten Barney Crockett, der 28,5 % der Stimmen für sich verbuchen konnte.
Im Schattenkabinett der SNP nach den Parlamentswahlen 2003 war Brian Adam zunächst als stellvertretender Minister für Bildung und lebenslanges Lernen vorgesehen. Nach einer Umstellung im September 2004 dann als stellvertretender Tourismusminister. Nach den Parlamentswahlen 2007 wurde Adam zum Whip der SNP-Fraktion im Schottischen Parlament ernannt und leitete sie durch eine schwierige Legislaturperiode, in der die Partei bei einem Anteil von nur rund 36 % der Sitze alleine eine Minderheitsregierung führte. Bereits in der ersten Legislaturperiode hatte Adam die Position des stellvertretenden Whip inne. Im Anschluss an die Parlamentswahlen 2011 wurde Adam zum Staatssekretär für Parlamentsangelegenheiten unter dem Minister Bruce Crawford ernannt. Im September 2012 gab Adam sein Amt an Joe FitzPatrick ab. Im Wahlkreis Aberdeen Donside, in dem Brian Adam das Direktmandat hielt, wurden nach seinem Tode, wie in einem solchen Falle vorgeschrieben, Neuwahlen zur Bestimmung eines Nachfolgers erforderlich. Diese konnte der SNP-Kandidat Mark McDonald trotz massiver Stimmverluste für sich entscheiden.